# Kilchberg, Zürich
Kilchberg är en ort och kommun  i distriktet Horgen i kantonen Zürich, Schweiz. Kommunen har 9 438 invånare (2023).
Kilchberg ligger vid Zürichsjön, 5 km söder om Zürich. I Klichberg ligger huvudkontoret och fabrik för chokladtillverkaren Lindt & Sprüngli. Författaren Thomas Manns grav finns på begravningsplatsen i Kilchberg.